# Anska reka
Аnska reka ( makedonski: Анска Река) je manja rijeka na jugu Republike Makedonije, i lijeva pritoka rijeke Vardar.
Anska reka izvire na jugozapadnim padinama planine Belasice, blizu makedonsko - grčke granice. Rijeka zatim teče u smjeru istok - zapad, kroz Valandovsku kotlinu, te potom uvire u Vardar kod sela Marvinci, blizu autoceste Skopje - Gevgelija.
Rijeka je duga svega 22 kilometara, a njezin sliv ima 166 km². U njezinom plodnom estuariju između ostalog osobito uspjeva južno voće; smokve, mogranj i dud. 

## Vanjske poveznice
|  | Zajednički poslužitelj ima još gradiva o temi Anska reka |